# Панцер I
Панцер I је био немачки лаки тенк, произведен током тридесетих година двадесетог века. Иако је првобитно био замишљен као тенк за обуку посада, активно је учествовао у борбама током Шпанског грађанског рата и на почетку Другог светског рата.

## Развој и производња
Када је 1933. године Немачка почела са поновним наоружавањем било је јасно да ће за развој породице оклопних борбених возила бити потребно неколико година. У међувремену одлучено је да се започне са израдом лаких оклопних возила која ће моћи да се користе за обуку и стицање неопходног искуства будућих тенковских посада. Одсек за наоружање немачке војске објавио је 1933. године конкурс за пројектовање и израду прототипа лаког оклопног возила масе до 5 тона. На конкурс се пријавило пет фирми и након обимног тестирања, Одсек за наоружање је изабрао Крупов прототип који је добио ознаку LKA I. Производња је додељена двема фирмама. Круп је производио шасију, а Дајмлер-Бенц је производио оклопно тело и куполу тенка.
Круп је возилу дао ознаку LKA/LKB, али је Одсек за наоружање возилу дао шифровано име Landwirtschaftlicher Schlepper (LaS), „индустријски трактор“. Версајским мировним споразумом којим је окончан Први светски рат, Немачкој је било забрањено да у свом наоружању има тенкове. Због тога су немачки тенкови означавани као индустријска возила не би ли се на тај начин прикрила њихова права намена. Серијска производња овог возила под ознаком IA LaS Krupp почела је у фабрици Хеншел у јулу 1934. године. Уговором је била предвиђена производња 150 возила.

## Карактеристике
Панцер I А је био мали тенк са два члана посаде и карактеристикама од којих је највећи део био неадекватан чак и по тадашњим стандардима. Тело је било лако оклопљено и имало је пуно отвора, спојева и углова што је повећавало његову рањивост. Мотор је био слаб па су и перформансе биле лоше. Панцер I је имао класичан комерцијални мењач са пет брзина и рикверцом. Вешање је било веома слично вешању примењеном на лаким тенковима које је 1920. године произвео Карден-Лојд по томе што су три ослона точка и задњи лењивац били повезани гредом са спољне стране. Погонски точак налазио се напред. Возач и командир били су смештени у истом одељењу. Возач је улазио кроз отвор на телу тенка, док је командир улазио кроз велики отвор на врху куполе. Због веома лоше видљивости када је тенк потпуно затворен командир је често морао да отвори поклопац на куполи како би у току борбе имао бољу прегледност. Мала купола покретана је ручно, а командир је такође опслуживао и два митраљеза чији борбени комплет је износио 1.525 m.
Возила која су испоручена јединицама ускоро су показала да је њихов главни недостатак био преслаб мотор. Због тога је одлучено да се изврши његова модификација. Слаб Крупов мотор је замењен јачим Мајбаховим шестоцилиндричним бензинским мотором NL 38TP, са воденим хлађењем, који је могао да развије 100 КС. Због новог мотора тело тенка је незнатно продужено и додат је још један пар ослоних точкова док је задњи лењивац био одигнут од земље. Борбена маса возила повећана је на 6 тона. Упркос томе, захваљујући јачем мотору, тенк је задржао брзину од 40 km/h на путу. Ново возило које је добило ознаку Панцер I Б било је боље од претходног модела али је и даље било слабо оклопљено и лоше наоружано.

## Борбена употреба
Гудеријан је још у својој књизи Achtung-Panzer! која је први пут објављена 1937. године, тврдио да тенкови Панцер I нису прилагођени условима на савременом ратишту, а операције у Пољској и Француској су показале да су његова ватрена моћ и оклоп преслаби да би могао да се супротстави непријатељским тенковима.
Коришћен је у Шпанском грађанском рату, у Пољској, Француској, Африци, Грчкој и Балкану па чак и у Русији током 1941. године иако је већ тада био увелико застарео. У време напада на Пољску, 1. септембра 1939. године, у немачким оклопним јединицама било је 1.445 тенкова Панцер I, док их је у саставу оклопних дивизија одређених за напад на Француску било 523. На дан 1. јула 1941. године у наоружању Вермахта било је 843 тенка овог типа..
Овај мали и лоше оклопљен тенк опстајао је на свим овим ратиштима захваљујући чињеници да је у то време мало армија имало оформљену противтенковску одбрану. Чим би дошао у ситуацију да се суочи са организованом противтенковском одбраном Панцер I је трпео велике губитке као што је то био случај приликом британског повлачења ка Денкерку када је велики број ових тенкова уништен дејством британских противтенковских топова од две фунте (40 mm)..
Пред крај 1941. године Панцер I је скоро у потпуности повучен из борбених јединица.

### Шпански грађански рат
Одређен број тенкова Панцер I учествовао је од октобра 1936. године у Шпанском грађанском рату на страни националиста. Коришћени су током националистичког наступања ка Мадриду. Немачки тенкови који су били груписани у посебну оклопну јединицу под шифрованим именом Батаљон Дроне (Abteilung Dronhe), први пут су у већем броју употребљени 11. маја 1937. године, за напад на положаје шпанских комуниста близу Еремита. Ова јединица је учествовала у борбама током две године да би се у фебруару 1939. године вратила у Немачку. Искуства из Шпаније показала су да је Панцер I инфериоран у односу на противничке тенкове, због чега су производни капацитети преусмерени на прозводњу новијих модела тенкова.

## Модификације

### Командно возило Panzerbefehlswagen I (Sd.Kfz. 265)
Поред стандардне намене Панцер I успешно је модификован у мало командно возило опремљено неопходним средствима везе и наоружано једним митраљезом МГ 34 калибра 7,92 mm са борбеним комплетом од 900 метака. Са тенкова је уклоњена купола, а на тело тенка је додата четвртаста надградња што је повећало висину борбеног одељења и укупну висину тенка на 1,99 m. Број чланова посаде је повећан на 3, од којих је трећи члан посаде био задужен искључиво за руковање радио уређајима. Оклопна заштита шасије је била незнатно појачана па је предња закривљена оклопна плоча била дељбине 30 mm, возачев визир 34 mm, а бочни оклоп 23 mm. Борбено одељење је имало предњу оклопну плочу дебљине 34 mm, бочне стране од 30 mm и задњи оклоп дебљине 16 mm. Укупна маса возила повећана је на 6 тона.
До 1938. године произведено је 200 комада ове верзије. Први пут су употребљена током немачког напада на Пољску 1. септембра 1939. године. У нападу на Француску учествовало је 96 возила овог типа. Коришћена су до краја 1941. године када су замењена новим типовима командних возила.

### Ловац на тенкове Панцерјегер I
У периоду од марта 1940. до фебруара 1941. године извршена је конверзија укупно 202 тенка Панцер IБ у Панцерјагер I.
Био је то први немачки покушај да се моторизује против-тенковска артиљерија. Са тенкова је укљоњена купола и кров надграђа на које је затим монтиран топовски штит који је био отворен са горње и задње стране. Главно наоружање чинио је против-тенковски топ чешке производње Шкода, калибра 47 mm, (немачка ознака 4.7 cm PaK (I) L/43.4) са борбеним комплетом од 86 граната. Топ је био постављен на обртно постоље и могао је да се ротира 17.5 степени по хоризонтали, у обе стране. Предњи оклоп шасије и тела тенка био је дебео 13 mm, а задњи оклоп је био дебео 6 mm. Предње и бочне стране топовског штита биле су 14,5 mm дебеле. Укупна маса возила износила је 6.4. тоне, а досег на путу је био 140 km.
У марту 1941. године 27 возила Панцерјагер I, из састава 605. батаљона ловаца на тенкове (Pz.Jg.Abt. 605), допремљено је у Триполи. Ова возила коришћена су током читаве Северно-афричке кампање, све до капитулације немачких снага у Тунису, у мају 1943. године. Током друге битке код Ел Аламејна, британске снаге заробиле су три оваква возила. Једно возило је послато у Енглеску на тестирање и губи му се сваки траг, друго се данас налази у САД, у Опитном центру Абердин (Aberdeen Proving Grounds), док је треће возило послато у Немачку и данас је изложено у музеју у Кобленцу.
Панцерјагер I коришћен је током кампање у Холандији, Белгији, Француској и северној Африци, као и у почетној фази немачког напада на СССР. Повучен је из наоружања крајем 1943. године.

### Муницијски трактор PzKpfw I (A) Munitions-Schlepper (Sd.Kfz. 111)
Током кампање у Пољској и Француској, немачка војска је користила муницијски трактор барзиран на шасији PzKpfw I Ausf A. Основна намена овог возила била је снабдевање тенкова муницијом, на првој борбеној линији, под непријатељском ватром. Ово оклопно возило за снабдевање имало је званичну ознаку PzKpfw I (A) Munitions-Schlepper (Sd.Kfz. 111). Са возила је уклоњена купола, а отвор где је некад била купола је затворен са двокрилним поклопцем већег пречника, како би се олакашао утовар и истовар муниције. Било је високо 1,4 m и имало је предњи оклоп дебљине 15 mm и бочни и задњи оклоп дебљине 13 mm. Укупна маса возила износила је 5 тона. Посаду су чинила 2 члана. Досег му је био знатно мањи у односу на основну верзију тенка и износио је само 95 km на путу. Возило је произвођено у фабрици Дајмлер-Бенц и то конверзијом тенкова Панцер I који су повучени из наоружања. Укупно је произведено 51 возило овог типа.

### Тенк бацач пламена PzKpfw I (Flamm)
Овај тенк је настао као теренска модификација за време Грађанског рата у Шпанији. Посаде немачки тенкова Панцер I биле су незадовољне прецизношћу његових митраљеза приликом дејства из покрета. Због тога је уместо митраљеза, у куполу овог тенка монтиран ручни бацач пламена (Kleine Flammenwerfer). Мало познатих детаља о овој модификацији потиче из извештаја Немачког генералштаба од 30. марта 1939. године у којем се говори о стеченим искуствима из Шпанског грађанског рата. Према извештају, посаде немачких тенкова су установиле да се дизна ручног бацача пламена може без већих преправки монтирати у отвор десног митраљеза у куполи. Борбена употреба овог возила показала је да је домет бацача пламена био премали због чега су посаде, које су биле принуђене да се упусте у блиску борбу, трпеле велике губитке.

Поучен овим искуством, немачки 5. оклопни пук је током прве фазе кампање у Северној Африци, опремио неколико тенкова Панцер I А ручним бацачима пламена. Ови тенкови коришћени су у борби против британских утврђених положаја и бункера који су бранили Тобрук.

### Самоходни пешадијски топ 15 cm sIG(Sf) PzKpfw I Ausf B
У фебруару 1940. године, немачка фабрика Алкет извршила је конверзију 38 тенкова Панцер IБ у самоходни пешадијски топ калибра 150 mm. Ново возило било је намењено за пружање блиске ватрене подршке немачкој пешадији, а нарочито оклопним гренадирима који су због брзог темпа наступања који је диктирала тактика Блицкрига, често остављали класичну вучну артиљерију далеко иза себе. Конверзија је подразумевала уклањање куполе и комплетног надграђа. На отворено борбено одељење монтиран је висок кутијасти штит који је био отворен са горње и задње стране. У борбено одељење уграђен је тешки пешадијски топ 15 cm sIG33 L/11 са комплетним лафетом са којег су скинути точкови. Маса возила повећана је на 8.5 тона, а број чланова посаде је био 4. Шасија возила је била преоптерећена, а високо тежише је знатно смањило стабилност возила приликом кретања изван пута. Упркос бројним недостацима ова модификација је послужила као прелазна варијанта док у наоружање немачке војске нису уведена возила посебно прилагођена овим наменама.
Коришћен је током кампање у Холаднији, Белгији и Француској, а 1943. године неколико примерака је још увек било у наоружању немачке 5. оклопне дивизије у Русији.